# Kanton Sées
Kanton Sées (francouzsky Canton de Sées) je francouzský kanton v departementu Orne v regionu Normandie. Tvoří ho 13 obcí. Při reorganizaci správního členění reformě kantonů v roce 2014 byl utvořen z 24 obcí, do té doby sestával z 13 obcí. V květnu 2016 sestával z 22 obcí (vzhledem k procesu slučování některých obcí).

## Obce kantonu (v květnu 2016)
- Almenêches
- Aunou-sur-Orne
- Belfonds
- La Bellière
- Boissei-la-Lande
- Boitron
- Le Bouillon
- Le Cercueil
- Chailloué [p 1]
- La Chapelle-près-Sées
- Le Château-d'Almenêches
- La Ferrière-Béchet
- Francheville
- Macé
- Médavy
- Montmerrei
- Mortrée
- Neauphe-sous-Essai
- Saint-Gervais-du-Perron
- Saint-Hilaire-la-Gérard
- Sées
- Tanville